# Pasaporte salvadoreño

Portada de pasaporte ordinario salvadoreño.

El pasaporte salvadoreño es el documento oficial, emitido por el gobierno de la República de El Salvador, que identifica al nacional salvadoreño ante las autoridades de otros países, permitiendo la anotación de entrada y salida a través de puertos, aeropuertos y vías de acceso internacionales. Permite también contener los visados de autorización de entrada.

## Apariencia física
Como todos los pasaportes centroamericanos, la portada es de color azul marino con letras doradas que indican el nombre oficial del país en español; en la parte superior tiene las palabras Centroamérica y en medio un mapa de América Central que muestra el territorio de El Salvador sombreado. En la parte inferior tiene un texto que indica el tipo de pasaporte.

## Visados
En 2018, los salvadoreños tenían acceso sin visa o con visa a la llegada a 124 estados y territorios, lo que sitúa al pasaporte salvadoreño en la 30.ª posición.

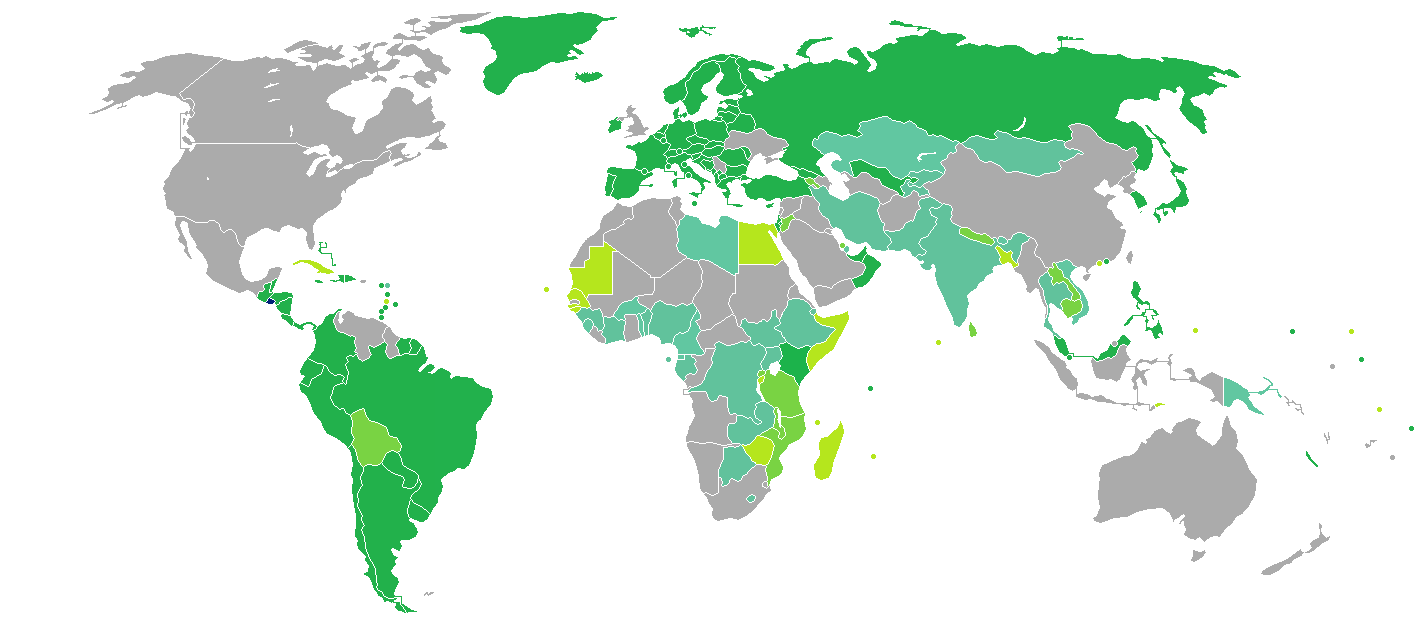
El Salvador
Sin necesidad de visa
Visa a la llegada
Visa a la llegada o visa electrónica
Visa electrónica
Se requiere visa antes de la llegada